# Léon Berendse
Léon Berendse (Delft, 1960) is een Nederlands fluitist en dirigent.

## Opleiding
Berendse studeerde af met onderscheiding aan het Koninklijk Conservatorium in Den Haag bij Rien de Reede en Paul Verhey. Bij zijn afstuderen ontving hij de Nicolai-prijs. Hij studeerde verder in de Verenigde Staten bij Geoffrey Gilbert. 

## Activiteiten

### Fluitist
Sinds 1987 is Léon Berendse solofluitist bij het Nederlands Philharmonisch Orkest (NedPhO) en het Nederlands Kamerorkest. Ook treedt hij op als solist, onder andere bij zijn eigen orkest het NedPhO, en speelde hij in de meeste landen van Europa, de Verenigde Staten en Argentinië.
Oude muziek, zowel op de Böhmfluit als de traverso speelt Berendse als fluitist in het Combattimento Consort Amsterdam.
Als kamermusicus is hij actief bij onder andere het Rhijnauwen Kamermuziek Festival en het Kamermuziekfestival aan de IJssel.
Berendse is hoofdvakdocent fluit aan het Fontys Conservatorium in Tilburg.

### Dirigent
Léon Berendse was jarenlang dirigent van het Ricciotti Ensemble en dirigeert regelmatig ensembleprojecten bij het Fontys Conservatorium in Tilburg.